# Anhydroza
Anhydroza (łac. anhidrosis) – znacznie zmniejszone lub całkowicie zanikłe wydzielanie potu. Przeciwnym objawem jest hyperhidrosis. Łagodniejsza forma jest określana jako hypohidrosis.
Anhidrosis jest zwykle ograniczona i symptomatyczna (wskazuje na występowanie choroby). Gruczoły potowe posiadają unerwienie sympatyczne. Możliwe przyczyny anhydrozy to:
- zmiany skórne,
- choroby skóry (poradiacyjne zapalenie skóry, sklerodermia),
- uszkodzenia nerwów układu sympatycznego (uszkodzenia rdzenia kręgowego, sympathectomia, blokada zwojów sympatycznych; zespół Hornera),
- cukrzyca,
- choroby dziedziczne (zespół Fabry’ego, hipohydrotyczna dysplazja ektodermalna, wrodzona obojętność na ból z anhydrozą),
- choroby psychiczne (histeria).

Ponieważ wydzielanie potu jest kluczowe w ochładzaniu organizmu, rozległa anhydroza może prowadzić do udaru cieplnego.
Anhydroza występuje nie tylko u ludzi, ale także u zwierząt.

Przeczytaj ostrzeżenie dotyczące informacji medycznych i pokrewnych zamieszczonych w Wikipedii.